# كيرينو دا سيلفا واغنر
كيرينو دا سيلفا واغنر الشهير باسم واغنر (31 يناير 1987) لاعب كرة قدم برازيلي يلعب حاليا لصالح نادي أوبيراريو البرازيلي في مركز المهاجم من 2016.

## روابط خارجية
- كيرينو دا سيلفا واغنر على موقع دوري كوريا الجنوبية (الإنجليزية)
- كيرينو دا سيلفا واغنر على موقع قاعدة بيانات كرة القدم.إي يو (الإنجليزية)
- كيرينو دا سيلفا واغنر على موقع Soccerway.com (الإنجليزية)